# Francisco Javier Puerto Sarmiento
Francisco Javier Puerto Sarmiento (Madrid, 16 de junio de 1950) es un historiador español, académico de la Real Academia de la Historia y  de la Real Academia Nacional de Farmacia

## Biografía
El 1975 se licenció en farmacia en la Universidad Complutense de Madrid, donde en 1979 se doctoró con sobresaliente "cum laude". De 1978 a 1982 trabajó como profesor ayudante en la Facultad de Farmacia de la Universidad Complutense de Madrid, de 1982 a 1984 como profesor adjunto, de 1984 a 1986 como profesor titular y desde 1986 como catedrático de Historia de la farmacia. También ha sido director del Museo de la Farmacia Hispana en la Universidad Complutense de Madrid.
Especializado en la Historia de la Farmacia y de la Ciencia, ha participado en diez programas de investigación y ha dirigido otros once sobre Historia de la Ciencia, la Farmacia española y el medicamento con participación de algunas entidades de América Latina y de la Comunidad de Madrid. Es académico numerario de la Real Academia Nacional de Farmacia y del Instituto de España, del cual es bibliotecario y conservador de su Gabinete de Recuerdos.
Es miembro también de la Académie Internationale de Histoire de la Pharmacie y correspondiente de la Institución Fernán González, socio de honor de la Academia Italiana de Historia de la Farmacia y miembro-correspondiente de la Société suisse de histoire de la pharmacie. Patrón de la Fundación de Ciencias de la Salud y director de la Cátedra José Rodríguez Carracido del Ateneo de Madrid. En 2012 fue nombrado académico de la Real Academia de la Historia.
Entre otras distinciones, en 2003 recibió la Cruz con distintivo blanco al Mérito Naval, las medallas de bronce (1998), plata (2003) y oro de la Facultad de Farmacia de Madrid, y en 2006 la medalla de plata del Consejo General de Colegios Farmacéuticos de España.

## Libros
- La leyenda verde: naturaleza, sanidad y ciencia en la corte de Felipe II (1527-1598), Junta de Castilla y León, 2003. ISBN 84-9718-120-4
- Giral: el domador de tormentas: la sombra de Manuel Azaña, Madrid : Corona Borealis, 2003. ISBN 84-95645-19-X
- El hombre en llamas. Paracelso, Nivola Libros y Ediciones, S.L. ISBN 84-95599-24-4
- El mito de Panacea: compendio de historia de la terapéutica y de la farmacia, Aranjuez, Madrid : Doce Calles, 1997. ISBN 84-89796-79-3
- Ciencia de cámara: Casimiro Gómez Ortega (1741-1818), el científico cortesano, Consejo Superior de Investigaciones Científicas, CSIC, 1992. ISBN 84-00-07235-9
- El Renacimiento: la superación de la tradición, Akal, 1991. ISBN 84-7600-736-1
- Historia de la ciencia: una disciplina para la esperanza, Akal, 1991. ISBN 84-7600-734-5
- La ilusión quebrada: botánica, sanidad y política científica en la España ilustrada, Consejo Superior de Investigaciones Científicas, CSIC, 1988. ISBN 84-7628-040-8